# Thouxanbanfauni
Taajwar Hakem Latimore (ur. 3 października 1993 w Chattanooga), zawodowo znany jako Thouxanbanfauni – amerykański raper i producent muzyczny z Atlanty w stanie Georgia.

## Wczesne życie
W wywiadzie z XXL wspomniał, że dorastał słuchając artystów takich jak; OutKast, Andre 3000, Kendrick Lamar, Young Thug, Peewee Longway, Gucci Mane, Travis Porter, Roscoe Dash, Drake, Webbie i Boosie. W dzieciństwie fascynował się jazdą na deskorolce.

## Kariera

### 2015–2016: Początki
W 2015 roku wydał wspólny projekt z innym raperem z Atlanty, UnoTheActivist, zatytułowany For Christ Sake.

### 2017-obecnie
W styczniu 2017 roku wydał swój Mixtape Heavyweight Champ. W czerwcu 2018 roku wydał projekt Lost Files, w którym gościnnie wystąpili raperzy; Lucki, Ski Mask the Slump God, Famous Dex, UnoTheActivist i Lil Duke. W lutym 2019 roku wydał kontynuację swojego wspólnego projektu z UnoTheActivist, zatytułowaną For Christ Sake 2. W grudniu 2021 roku wydał projekt zatytułowany Forever Figora z gościnnymi występami UnoTheActivist, MDMA i LC Levi. W czerwcu 2022 roku pojawił się na singlu producenta muzycznego Evy Shaw „Easterland” wraz z innym raperem Pressą.

## Dyskografia

### Mixtape’y
| Tytuł                  | Informacje                                                                                               |
| ---------------------- | --- |
| Heavy Weight Champ     | - Wydany: 17 stycznia 2017 - Wytwórnia: TTB/Create Music Group - Format: Digital download, streaming     |
| The Ex Files           | - Wydany: 13 października 2017 - Wytwórnia: TTB/Create Music Group - Format: Digital download, streaming |
| The Lost Files         | - Wydany: 1 czerwca 2018 - Wytwórnia: TTB/Create Music Group - Format: Digital download, streaming       |
| Requiem                | - Wydany: 6 sierpnia 2018 - Wytwórnia: TTB/Create Music Group - Format: Digital download, streaming      |
| For Christ Sake 2      | - Wydany: 22 lutego 2019 - Wytwórnia: TTB/Create Music Group - Format: Digital download, streaming       |
| Seein Colors           | - Wydany: 1 sierpnia 2019 - Wytwórnia: TTB/Create Music Group - Format: Digital download, streaming      |
| October 34th           | - Wydany: 8 listopada 2019 - Wytwórnia: TTB/Create Music Group - Format: Digital download, streaming     |
| Clairvoyance           | - Wydany: 21 lipca 2020 - Wytwórnia: TTB/Create Music Group - Format: Digital download, streaming        |
| Fall                   | - Wydany: 30 października 2020 - Wytwórnia: TTB/Create Music Group - Format: Digital download, streaming |
| Time of My Life        | - Wydany: 14 lutego 2021 - Wytwórnia: TTB/Create Music Group - Format: Digital download, streaming       |
| TTB: Streets Chose Me  | - Wydany: 1 października 2021 - Wytwórnia: TTB/Create Music Group - Format: Digital download, streaming  |
| Forever Figeroa        | - Wytwórnia: 17 grudnia 2021 - Wytwórnia: TTB/Create Music Group - Format: Digital download, streaming   |
| Forever Figeroa 2      | - Wydany: 1 kwietnia 2022 - Wytwórnia: TTB/Create Music Group - Format: Digital download, streaming      |
| TTB Thouxanban Taliban | - Wydany: 29 lipca 2022 - Wytwórnia: TTB/Create Music Group - Format: Digital download, streaming        |